# Estación Facundo Quiroga
Facundo Quiroga es una estación ferroviaria ubicada en la localidad de Alfredo Demarchi, Partido de Nueve de Julio, Provincia de Buenos Aires, Argentina.

## Ubicación
La estación se encuentra a 303 km de la Estación Once.

## Servicios
No presta servicios de pasajeros. Sus vías están concesionadas a la empresa de cargas Ferroexpreso Pampeano, sin embargo las vías se encuentran sin uso y en estado de abandono.